# Dmitrowce
Dmitrowce (biał. Дзмітраўцы, Dzmitraucy; ros. Дмитровцы, Dmitrowcy) – wieś na Białorusi, w obwodzie grodzieńskim, w rejonie lidzkim, w sielsowiecie Możejków.

## Historia
W XIX i w początkach XX w. położone były w Rosji, w guberni wileńskiej, w powiecie lidzkim.
W dwudziestoleciu międzywojennym leżały w Polsce, w województwie nowogródzkim, w powiecie szczuczyńskim (od 29 maja 1929, wcześniej w powiecie lidzkim), w gminie Lebioda. W 1921 miejscowość liczyła 147 mieszkańców, zamieszkałych w 26 budynkach, wyłącznie Polaków. 137 mieszkańców było wyznania prawosławnego i 10 rzymskokatolickiego.
Po II wojnie światowej w granicach Związku Sowieckiego. Od 1991 w niepodległej Białorusi.